# Az-Zijara (Aleppo)
Az-Zijara (arab. الزيارة) – wieś w Syrii, w muhafazie Aleppo, w dystrykcie Afrin. W 2004 roku liczyła 1009 mieszkańców.